# 99式彈藥車
99式彈藥車為日本陸上自衛隊使用的彈藥專門補給車，採用履帶底盤，作為配合99式155公厘自走榴彈砲專用補彈車而開發，1999年服役，由日立製作所生產。車上可以裝載90發155公厘榴彈炮炮彈，通常跟隨99式自走155公厘榴彈炮後方一起行動，使用輸送帶自動的連續補給彈藥。
原本自衛隊構想彈藥車與自走砲以1:1的方式編列，但是受限預算此理想目前仍遙遙無期。平成16年度採購預算編列時單價4億日圓，但在2011年後自衛隊便沒編採購彈藥車之預算，目前應已停產。

## 採購數量
| 99式彈藥車           | 99式彈藥車 |
| 予算年度             | 採購數量   |
| -------------------- | ---------- |
| 平成12年度（2000年） | 2輛        |
| 平成13年度（2001年） | 1輛        |
| 平成14年度（2002年） | 1輛        |
| 平成15年度（2003年） | 1輛        |
| 平成16年度（2004年） | 1輛        |
| 平成17年度（2005年） | 1輛        |
| 平成18年度（2006年） | 1輛        |
| 平成19年度（2007年） | 1輛        |
| 平成20年度（2008年） | 1輛        |
| 平成21年度（2009年） | 4輛        |
| 平成22年度（2010年） | 2輛        |
| 平成23年度（2011年） | 1輛        |
| 總採購數量: 17輛     |            |

## 腳注
- 陸上自衛隊主要装備-99式弾薬給弾車 link invalid
- 自衛隊装備品図鑑 link invalid